# Anisodes matthias
Anisodes matthias är en fjärilsart som beskrevs av Louis Beethoven Prout 1925. Anisodes matthias ingår i släktet Anisodes och familjen mätare. Inga underarter finns listade i Catalogue of Life.